# よるバス
よるバスとは、京都まちづくり交通研究所が2007年（平成19年）12月より京都市内で運行している路線バスの総称である。かわらまち・よるバス、ぎおん・よるバス、京都・観光よるバスの3つが存在し、運行業務は「かわらまち・よるバス」「ぎおん・よるバス」が京都市交通局（市営バス）に、「京都・観光よるバス」がエムケイ観光バスにそれぞれ委託されている。

## 概要
夜間における京都市の中心部から京都駅経由JR・近鉄方面へのアクセス改善のため、地元の商店経営者らが共同で設立した事業組合「京都まちづくり交通研究所」が、京都市交通局に運営を委託する方式で2007年に「かわらまち・よるバス」から運行開始した。
「かわらまち・よるバス」「ぎおん・よるバス」の各停留所には、青地に白字の特徴的な看板が掲出されている。2009年度には、民・学・官の連携が評価されて日本都市計画学会の計画設計賞を受賞している。
「かわらまち・よるバス」「ぎおん・よるバス」は、他の市営バス路線と同じ車両が使用され、運賃も大人230円・子供120円と、他の市営バス路線と同じである。定期券・回数券・一日乗車券等もすべて使用可能である。
よるバス独自のマスコットキャラクターとしてフクロウを模した「じゅうじゅう」（兄、かわらまち・よるバス）、「ゆうゆう」（妹、ぎおん・よるバス）がある。

## 沿革
- 2007年（平成19年）12月1日：「かわらまち・よるバス」を新設する[2]。
- 2009年（平成21年）12月1日：「ぎおん・よるバス」を新設する[2]。
- 2010年（平成22年）
  - 3月19日：「かわらまち・よるバス」において、市営バスと等間隔での運行を開始する[3]。
  - 6月1日：「かわらまち・よるバス」と「ぎおん・よるバス」をあわせた累計利用者数が20万人を突破する。
  - 12月12日：「京都・観光よるバス」を新設する[2]。
- 2011年（平成23年）3月26日：「ぎおん・よるバス」の四条烏丸東停留所を廃止し、四条烏丸南停留所の停留所名を四条烏丸に変更する。
- 2012年（平成24年）
  - 3月14日：「ぎおん・よるバス」の運行時間帯を1時間繰り上げる[4]。
  - 6月25日：「ぎおん・よるバス」の累計利用者数が10万人を突破する[4]。
- 2013年（平成25年）2月7日：「かわらまち・よるバス」と「ぎおん・よるバス」をあわせた累計利用者数が50万人を突破したと発表された[5]。

## かわらまち・よるバス

### 経路
河原町三条北 → 河原町三条南 → 四条河原町北 → 四条河原町南 →（直行）→ 京都駅前

### 概要
京都随一の繁華街・四条河原町と京都駅を結ぶ。
河原町三条北発22:00〜23:30まで、10分おきに10本運行されている。
河原町三条北・四条河原町南には市営バスの京都駅前方面行き（4・7・205号系統）も停車するため、あわせて5分間隔での運行となっている。
「かわらまち・よるバス」新設前は最大24分の待ち時間があったが、大幅に短縮され、また終バスも5分繰り下げとなった。
運行業務は京都市営バス九条営業所に委託されている。かつて表示幕は［京　都　駅］で、前側面に「かわらまち・よるバス」のマグネットを掲出して運行していたが、2014年3月22日より方向幕が新調された。

## ぎおん・よるバス

### 経路
祇園 → 四条京阪前 → 四条河原町 → 四条高倉 → 四条烏丸 →（直行）→ 京都駅前
- 2011年3月25日までは四条烏丸東にも停車。

### 概要
祇園発20:00〜21:30まで、10分おきに10本運行されている。
2012年3月13日までは祇園発21:00〜22:30までと現在より1時間遅く運行されていた。
「ぎおん・よるバス」としては祇園 → 京都駅前の運行であるが、送り込みを兼ねて市営バスが京都駅前 → 東山七条 → 五条坂 → 祇園の臨時急行系統を運行しており、祇園を跨いでの乗車も可能となっている。
運行業務は市営バスに委託されており、西賀茂営業所・烏丸営業所・錦林出張所・梅津営業所・九条営業所が1台ずつ担当する。
かわらまち・よるバスと異なり、運行開始時より専用の方向幕を使用している。

## 京都・観光よるバス

### 乗車地点（発車時刻）
A：四条烏丸（19:50）
B：烏丸御池（19:55）
C：河原町御池・京都ホテルオークラ前（20:00）
D：京都駅八条口・イビススタイルズ京都ステーション前（20:15）
E：新・都ホテル（20:17）

### 経由観光地
1：東寺
2：西本願寺
3：二条城
4：晴明神社
5：京都御所
6：同志社大学
7：下鴨神社（糺ノ森）
8：京都大学
9：琵琶湖疎水
10：平安神宮・大鳥居
11：青蓮院
12：知恩院
13：八坂神社
14：祇園商店街
15：南座
16：四条通・御旅所
EX：鮒鶴・五条大橋
EX：京都タワー
- A～Eのどの乗車地点から乗車しても、全てのルートを回ることができるが、回る順番は異なる。

### 概要
2010年から運行開始した観光バス。寺社拝観の時間が終わった夜間にライトアップされた著名建造物を楽しめる。平安神宮と知恩院では、このバスのために特別にライトアップが実施される。乗車するには事前予約が必要。

### 乗車料金

#### 日本語音声案内
- 大人：1600円
- 小人（7〜12歳）：800円

#### 外国語音声案内（英語・中国語・韓国語）
- 大人：2100円

（乗車料金1600円+レシーバーレンタル料500円）
- 小人：1300円

（乗車料金800円+レシーバーレンタル料500円）
バス車内では日本語の音声案内が放送され、外国語音声案内はレシーバーで聞くことになる。